# Iacob I al Angliei
Iacob (engleză James; n. n. 19 iunie 1566, City of Edinburgh⁠(d), Scoția, Regatul Unit – d. 27 martie/6 aprilie 1625, Broxbourne⁠(d), Anglia, Regatul Unit) a fost rege al Scoției ca Iacob al VI-lea din 24 iulie 1567 și rege al Angliei și Irlandei ca Iacob I de la 24 martie 1603 până la moartea sa.
A domnit în Scoția ca Iacob al VI-lea din 24 iulie 1567, pe când avea doar un an, urmându-i la tron mamei sale, Maria I a Scoției. Cât timp a fost minor, a guvernat o regență în numele său, care s-a încheiat oficial în 1578, deși nu a preluat controlul complet asupra guvernului său până în 1581. Pe 24 martie 1603, ca Iacob I, a urmat la tron ultimului monarh al Angliei și Irlandei din dinastia Tudor, Elisabeta I, care murise fără moștenitori. Avea să conducă Anglia, Scoția și Irlanda timp de 22 de ani, până la moartea sa la 58 de ani.
Iacob și-a îndeplinit majoritatea obiectivelor în Scoția, dar a avut de înfruntat multe dificultăți în Anglia, inclusiv Complotul Prafului de Pușcă (Gunpowder Plot) în 1605, precum și conflicte repetate cu parlamentul englez. Conform unei tradiții care începe cu istoricii de la mijlocul secolului XVII, caracteristici ale regelui, așa cum au fost, înclinația lui Iacob către absolutism politic, iresponsabilitatea sa financiară, și menținerea unor favoriți total nepopulari au furnizat premisele Războiului Civil Englez Cu toate acestea, istoricii mai recenți, au revăzut reputația lui Iacob, și l-au tratat ca pe un monarh serios și preocupat de responsabilitățile sale. .
Pe parcursul domniei lui Iacob, „Epoca de aur” a literaturii și dramei elizabetane a continuat (Renașterea engleză), cu scriitori precum William Shakespeare, John Donne, Ben Jonson, sau Sir Francis Bacon, care au contribuit la o cultură literară înfloritoare. Iacob însuși a fost un erudit, autorul unor opere precum Daemonologie (1597) sau Basilikon Doron (1599). Sir Anthony Weldon a pretins că Iacob a fost numit „cel mai înțelept nebun din creștinătate”, un epitet atribuit caracterului său până astăzi.

## Copilărie

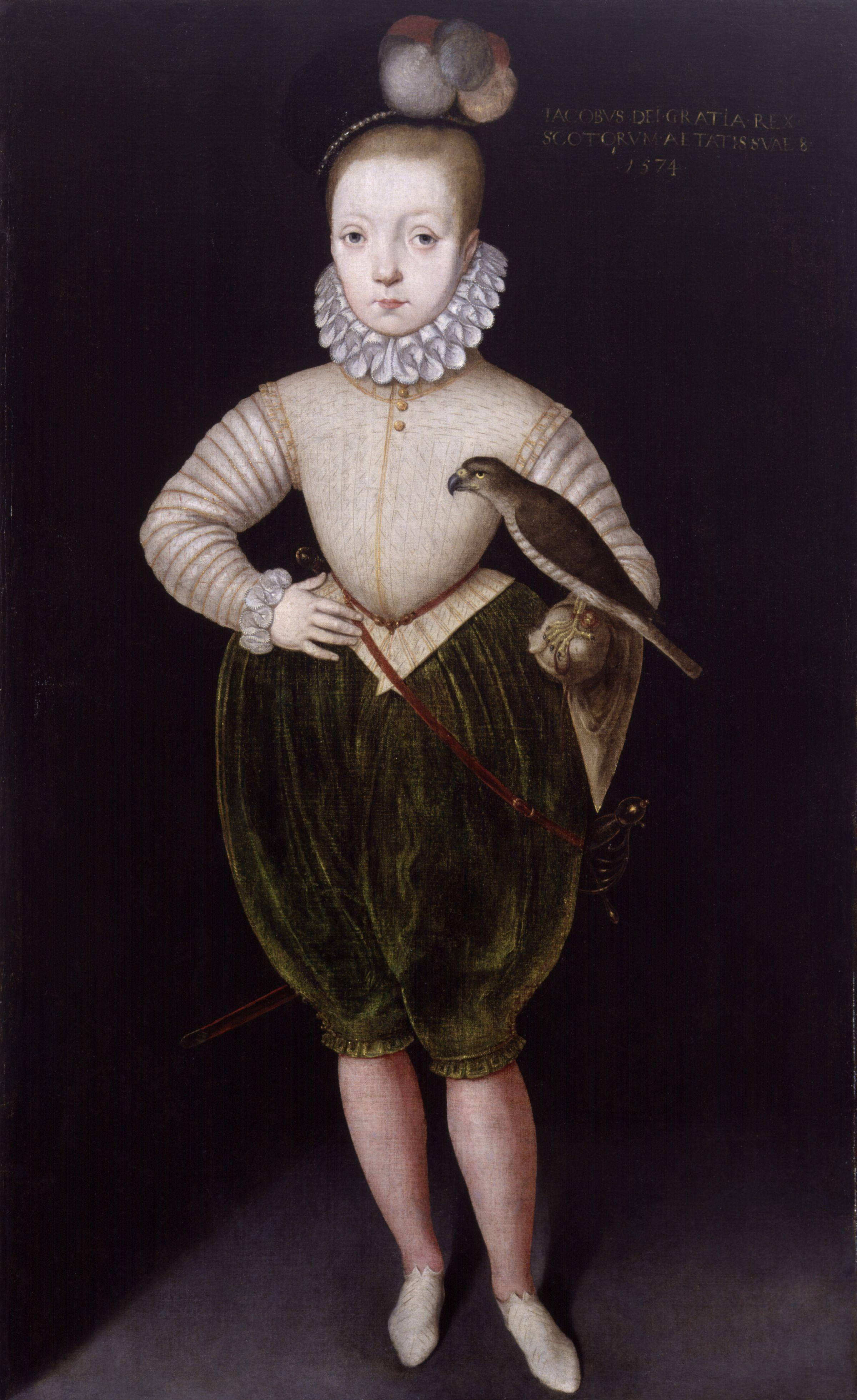
Portret al lui Iacob copil, 1574

### Naștere
Iacob a fost singurul fiu al reginei Maria I a Scoției și a celui de-al doilea ei soț, Henry Stuart, Lord Darnley. Atât Maria cât și și Darnley erau strănepoți ai regelui Henric al VII-lea al Angliei prin fiica acestuia, Margareta Tudor, sora mai mare a regelui Henric al VIII-lea al Angliei. Domnia Mariei în Scoția a fost nesigură, ea și soțul ei fiind romano-catolici și confruntându-se cu o rebeliune a nobililor protestanți. În timpul dificilului lor mariaj, Darnley s-a aliat în secret cu rebelii și a conspirat la uciderea secretar privat al reginei, David Rizzio, cu doar trei luni înainte de nașterea lui Iacob.
Iacob s-a născut la 19 iunie 1566 la Castelul Edinburgh și ca moștenitor al tronului automat a devenit Duce de Rothesay și Prinț și Mare Steward al Scoției. A fost botezat "Charles James" la 17 decembrie 1566 într-o ceremonie catolică ținută la Castelul Stirling. Nașii lui au fost: regele Carol al IX-lea al Franței (reprezentat de John, Conte de Brienne), regina Elisabeta I a Angliei (reprezentată de Francis Russell, Conte de Bedford), și Emmanuel Filibert, Duce de Savoia (reprezentat de ambasadorul Philibert du Croc).
Tatăl lui Iacob, Darnley, a fost ucis la 10 februarie 1567 la Edinburgh, probabil ca o răzbunare la moartea lui Rizzio. Iacob a moștenit titlurile tatălui său Duce de Albany și Conte de Ross. Maria era deja nepopulară și căsătoria ei la 15 mai 1567 cu James Hepburn, al 4-lea conte de Bothwell, care era suspectat că era implicat în uciderea lui Darnley, a sporit la nepopularitatea ei. În iunie 1567, rebelii protestanți au arestat-o pe Maria și au întemnițat-o la castelul Loch Leven; ea nu și-a mai văzut fiul niciodată. A fost obligată să abdice la 24 iulie 1567 în favoarea fiului ei minor Iacob și l-a numit regent pe fratele ei vitreg nelegitim, James Stewart, Conte de Moray.

### Regențe
Îngrijirea lui Iacob a fost încredințată contelui și contesei de Mar, aflat în siguranța Castelului Stirling. Iacob a fost încoronat rege al Scoției la vârsta de 13 luni, de către episcopul de Orkney, la 29 iulie 1567. Consiliul Privat al Scoției a ales drept preceptori ai lui Iacob pe umanistul George Buchanan,  Peter Young, Adam Erskine și 
David Erskine. Buchanan l-a supus pe Iacob la bătăi regulate dar, de asemenea, i-a insuflat o pasiune pe tot parcursul vieții pentru literatură și învățare. Buchanan a căutat să-l crească pe Iacob în teamă față de Dumnezeu, un rege protestant care să accepte limitele monarhiei, așa cum era prezentat în tratatul său De Jure Regni apud Scotos.
În 1568 Maria a evadat din închisoarea de la Castelul Loch Leven. Contele de Moray a învins trupele Mariei în Bătălia de la Langside, obligând-o să plece în Anglia, unde a fost întemnițată de Elisabeta. La 23 ianuarie 1570, Moray a fost asasinat de James Hamilton de Bothwellhaugh. Următorul regent a fost bunicul patern al lui Iacob, Matthew Stewart, al 4-lea Conte de Lennox, care, un an mai târziu a fost ucis la Castelul Stirling de susținătorii Mariei. Succesorul său, contele de Mar, s-a îmbolnăvit grav și a murit la 28 octombrie 1572 la Stirling. Boala lui Mar, a scris James Melville, a urmat unui banchet ținut la Palatul Dalkeith de James Douglas, al 4-lea Conte de Morton.

Morton a fost executat la 2 iunie 1581, acuzat cu întârziere de complicitate la uciderea Lordului Darnley. La 8 august, Iacob l-a făcut pe Lennox singurul duce din Scoția. Regele în vârstă de 15 ani a rămas sub influența lui Lennox timp de încă un an.

## Familie
James a fost căsătorit cu Prințesa Anne a Danemerci, fiica regelui danez Frederic al și a soție sale, Sophie de Mecklenburg-Güstrow.
Cuplul a produs 7 copii, dintre care doar trei au supriviețui nașterii:
- Henric Frederick Stuart, Prinț de Wales (19 Februarie 1594 – 6 Noiembrie 1612); A murit tânar la 18 ani.
- Elizabeta Stuart, Regina Bohemiei (19 August 1596 – 13 Februarie 1662);S-a căsătorit cu Frederick al V-lea, Elector Palatin, care va deveni rege al Bohemiei.
- Margareta Stuart (24 Decembrie 1598 – Martie 1600); A murit la vârsta de un an datorită unor cauze necunoscute.
- Carol I, Rege al Angliei  (19 Noiembrie 1600 – 30 Ianuarie 1649); A devenit Print de Wales, dupa moartea fratelui său cel mare, devenind moștenitorului englezesc.
- Robert Stuart, Duce de Kintyre (18  Ianuarie 1602 – 27 Mai 1602); A murit la 4 luni de la naștere.
- Maria Stuart (8 Aprilie 1605 – 16 Decembrie 1607).A murit la 2 ani.
- Sophia  Stuart (Iunie 1607).

## Titluri, onoruri și arme
| See adjacent text                                         |
| Stema de arme ca Iacob VI, rege al scoțienilor, 1567-1603 |

| See adjacent text                              |
| Stema de arme ca Iacob I al Angliei, 1603-1625 |

| See adjacent text                               |
| Stema de arme ca Iacob VI al Scoției, 1603-1625 |